# Одеса – Кишинів
Одеса – Кишинів – трубопровід, по якому до столиці Республіки Молдова вперше подали природний газ.
На початку 1960-х років проклали газопровід від Шебелинського родовища Одеси. Це також надало змогу розпочати постачання блакитного палива до Молдови, для чого в 1966-му ввели в експлуатацію трубопровід до Кишиніва. Його траса входить на територію Молдови після газовимірювальної станції Гребеники, при цьому станом на початок 2020-х спершу потрапляє до сепаратистського анклаву ПМР. Через кілька десятків кілометрів газопровід північніше від міста Бендери переходить на підконтрольну уряду Молдови територію, після чого прямує ще 46 км до її столиці.
Трубопровід виконаний в діаметрі 530 мм та розрахований на робочий тиск у 5,5 МПа. Його пропускна здатність первісно становила 0,57 млрд м3 на рік, тоді як наразі цей показник досягнув 1,3 млрд м3.
В подальшому для поставок до Кишинів додатково спорудили газопроводи Олішкань – Кишинів, Токуз – Мерень та Унгени – Кишинів.
Наразі великими споживачами блакитного палива в столиці Молдови є ТЕЦ №1 та ТЕЦ №2.